# What Goes Up
What Goes Up is een dramafilm uit 2009 onder regie van Jonathan Glatzer, die samen met Robert Lawson het verhaal schreef.

## Verhaal
Wanneer een journalist verslag moet doen over de lancering van de Challenger Space Shuttle, raakt ze betrokken bij het leven van een aantal studenten met problemen.

## Rolverdeling
- Hilary Duff - Lucy
- Molly Shannon - Penelope
- Josh Peck - Jim
- Steve Coogan - Campbell Babbitt
- Olivia Thirlby - Tess
- Molly Price - Donna
- Max Hoffman - Fenster